# Bolesław Osiński
Bolesław Osiński (ur. 25 grudnia 1872 w Sztumie,  zm. 20 maja 1940 KL Stutthof) – działacz społeczny, polityczny i oświatowy na Powiślu, działacz polonijny w Republice Weimarskiej i III Rzeszy.

## Życiorys
Był działaczem Związku Polaków w Niemczech. Od 1934 roku objął funkcję prezesa tej organizacji na ziemi malborskiej. Był jednym z inicjatorów utworzenia Polskiego Gimnazjum w Kwidzynie. Przed atakiem III Rzeszy na Polskę został wysiedlony z całą rodziną dnia 14 sierpnia 1939 roku, a 18 sierpnia aresztowany w Malborku. Trafił do obozu koncentracyjnego Hohenbruch. Zmarł śmiercią głodową w obozie koncentracyjnym Stutthof 20 maja 1940 roku.